# Résolution 87 du Conseil de sécurité des Nations unies
Membres permanents
- Chine (Taïwan)
- États-Unis
- France
- Royaume-Uni
- URSS

Membres non permanents
- Cuba
- Égypte
- Équateur
- Inde
- Norvège
- Yougoslavie

Résolution no 86 Résolution no 88
La résolution 87 du Conseil de sécurité des Nations unies  est une résolution du Conseil de sécurité des Nations unies adoptée le 29 septembre 1950.
Cette résolution, la neuvième de l'année 1950, relative à une plainte pour invasion armée en Taïwan, constate qu'il existe des divergences concernant la représentation à l'ONU de la Chine et décide de renvoyer l'examen de cette question à une date ultérieure. un représentant de la république populaire de Chine sera invité à assister aux séances à ce sujet.
La résolution a été adoptée par 7 voix pour, 3 contre et une abstention.
La Chine, Cuba et les États-Unis d'Amérique ont voté contre
L'Égypte s'est abstenue.

## Texte
- Résolution 87 sur fr.wikisource.org
- Résolution 87 sur en.wikisource.org